# (11146) Kirigamine
(11146) Kirigamine est un astéroïde de la ceinture principale.

## Description
(11146) Kirigamine est un astéroïde de la ceinture principale. Il fut découvert le 23 novembre 1997 à Ōizumi par Takao Kobayashi. Il présente une orbite caractérisée par un demi-grand axe de 2,84 UA, une excentricité de 0,02 et une inclinaison de 3,2° par rapport à l'écliptique.